# Campo di concentramento di Jasenovac
Il campo di concentramento di Jasenovac, creato dallo Stato Indipendente di Croazia, retto da Ante Pavelić con il pieno appoggio dell'Italia fascista e della Germania nazista, fu il più grande campo ustascia, operante dall'agosto 1941 all'aprile 1945. In una lettera del 24 febbraio 1943 indirizzata ad Ante Pavelić, il dittatore dell'epoca, il cardinale Alojzije Viktor Stepinac l'ha definito una "vergognosa macchia per lo Stato Indipendente croato". Si trova nei pressi dell'omonima località sulle rive del fiume Sava, ad un centinaio di chilometri a sud-est di Zagabria, vicino all'attuale confine croato-bosniaco.

## Struttura del campo
Il campo di Jasenovac era articolato in cinque campi principali:
- Krapje (Jasenovac I), attivo dal 23 agosto 1941 al novembre 1941;
- Bročica (Jasenovac II), attivo dal 23 agosto 1941 al novembre 1941;
- Ciglana (Jasenovac III), attivo dal novembre 1941 all'aprile 1945;
- Kozara (Jasenovac IV), attivo dal febbraio 1942 all'aprile 1945;
- Stara Gradiška (Jasenovac V), attivo sin dall'estate 1941 come prigione per politici, fu convertito in campo di concentramento per donne e bambini dall'inverno 1942 all'aprile 1945.[5]

A Jasenovac erano collegati anche due campi minori che furono adibiti esclusivamente a bambini:
- il campo di concentramento per bambini di Jastrebarsko, attivo dal luglio all'ottobre 1942;
- il campo di concentramento per bambini di Sisak, attivo dall'agosto 1942 al gennaio 1943.

## Numero delle vittime

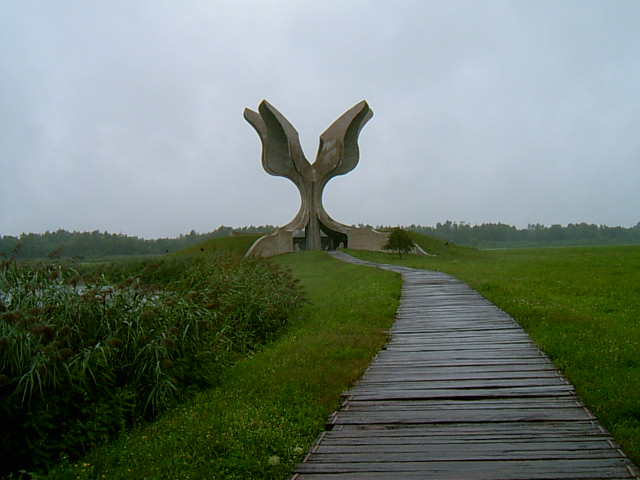
Luogo della memoria di Jasenovac

La distruzione degli archivi del campo e l'assenza di ogni documentazione rendono difficile fornire il numero esatto delle vittime. Non stupisce che varie fonti riportino le cifre più disparate.. 
Secondo le stime oggi più accreditate e condivise tra gli storici, il numero di morti si colloca fra 77 000 e 99 000. Di questi, i serbi sono stimati fra 45 000 e 52 000 (su un totale di 320000-340000 serbi uccisi in Croazia dagli ustascia), fra 12 000 e 20 000 ebrei (su un totale di più di 30 000 uccisi), fra 15 000 e 20 000 zingari e fra 5 000 e 12 000 croati e musulmani oppositori politici o religiosi del regime ustascia. Molti erano bambini di età compresa fra i tre mesi e i quattordici anni. Sono stati individuati i nomi di 83 145 persone che si ritiene con buona probabilità siano deceduti al campo tra il 1941 e il 1945. Fra di esse anche diciannove italiani, diciotto uomini e una donna..
Nella Republika Srpska, parte della confederazione della Bosnia ed Erzegovina, si è continuato a lungo a ripetere la cifra di circa 600 000 vittime, oggi ritenuta del tutto irrealistica, che fu elaborata dalla storiografia jugoslava e sostenuta fino agli anni ottanta anche nelle altre repubbliche.

## Direzione del campo
Jasenovac fu diretto tra gli altri dall'ufficiale ustaša Dinko Šakić, catturato in Argentina nel 1998. Chiamati a giudizio nel suo Paese insieme all'amante Nada Luburić, negarono ogni accusa, ma furono condannati a 20 anni di carcere. Fu diretto per due mesi anche dal francescano Miroslav Filipović-Majstorović, che vi era entrato come prigioniero per crimini commessi in precedenza. L'ex religioso e cappellano militare, già sospeso dalle sue funzioni dal legato papale il 4 aprile 1942, venne espulso dall'ordine dei francescani il 22 ottobre 1942. Nel 1946 fu giudicato colpevole da un tribunale civile jugoslavo di Belgrado e condannato a morte per i suoi crimini.

## Prigionieri noti
- Vladko Maček (1879-1964), politico jugoslavo;
- Oton Vinski (1877-1942), banchiere croato;
- Stevan Galogaža (1893-1944), scrittore e giornalista serbo.

## Galleria d'immagini

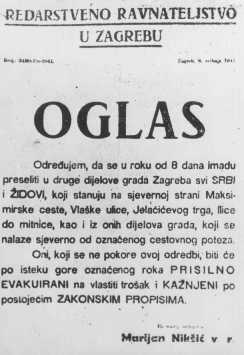
Decreto dello Stato Indipendente di Croazia in cui si obbligano serbi ed ebrei a trasferirsi nel ghetto
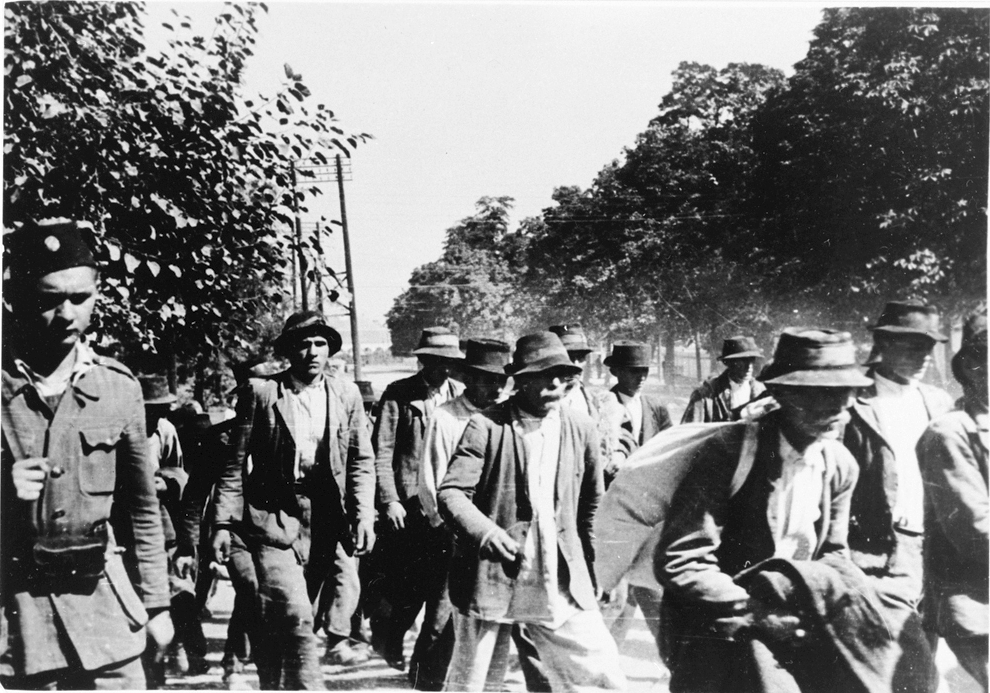
Serbi e zingari prigionieri degli ustascia marciano verso Jasenovac
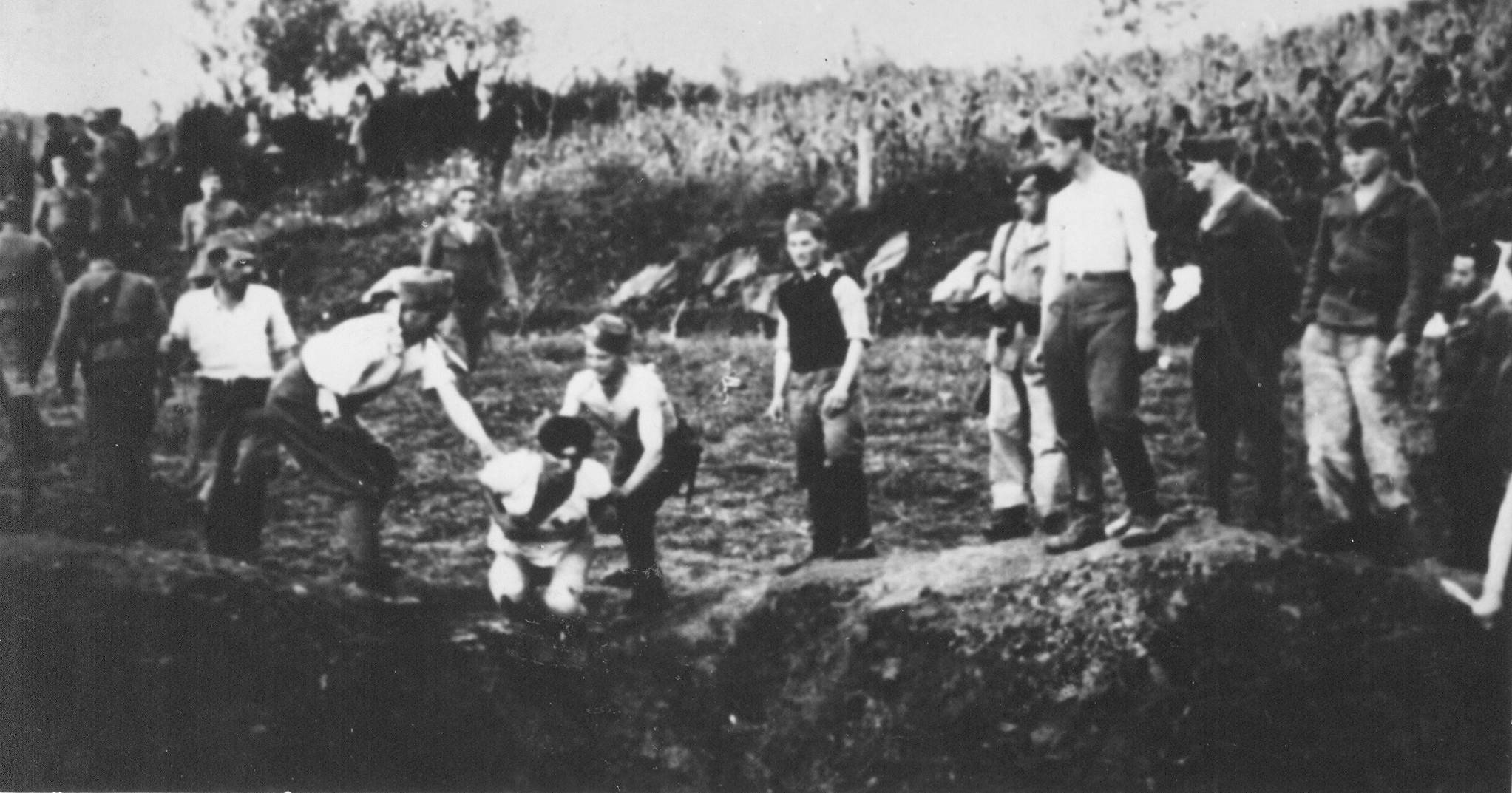
Uccisione di prigionieri nei pressi del campo di Jasenovac da parte di guardie ustascia
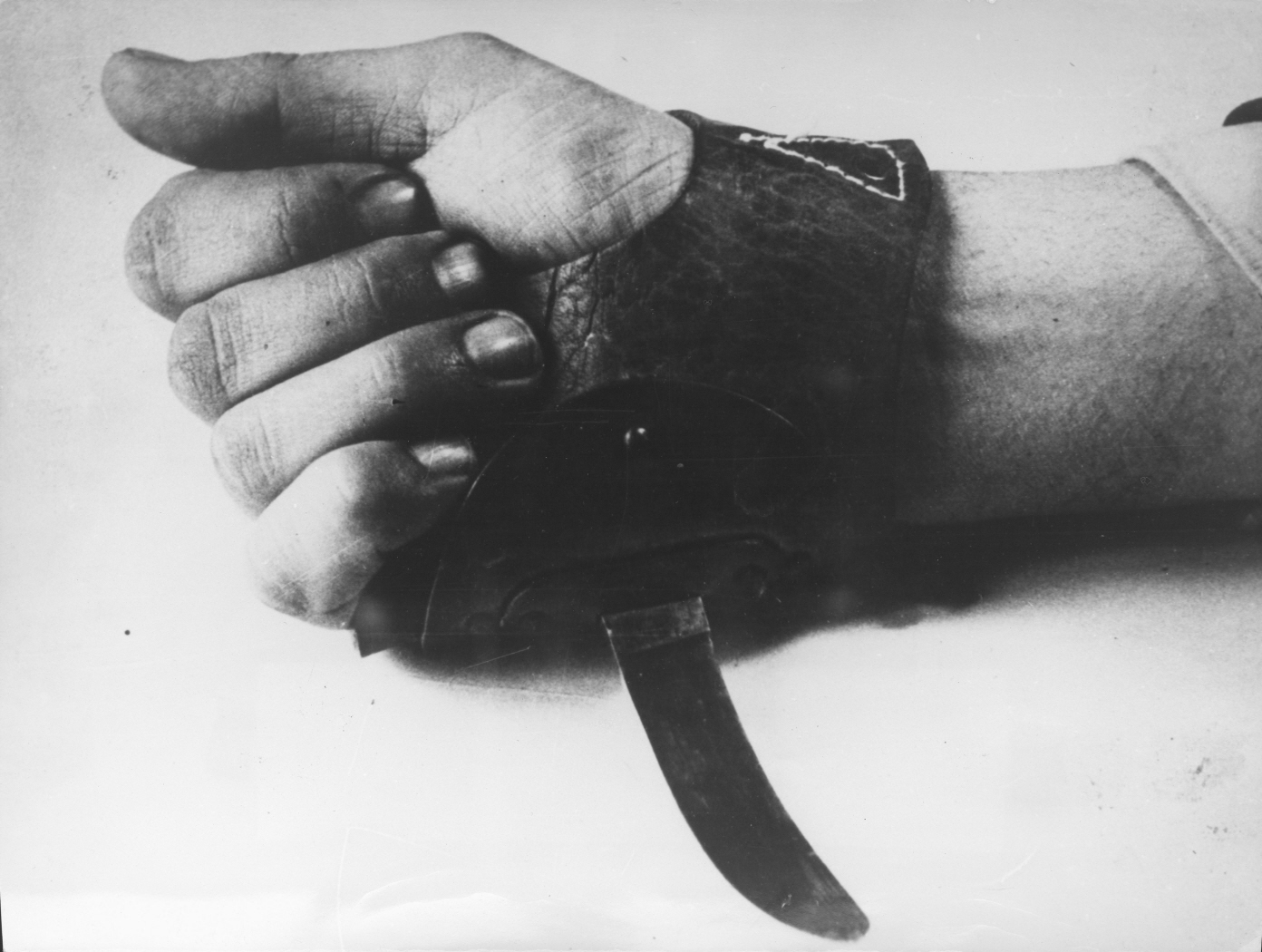
Lo srbosjek, un coltello unito ad un apposito guanto largamente usato dai carnefici di Jasenovac